# Mjölnarsjön
Mjölnarsjön är en sjö i Österåkers kommun i Uppland och ingår i Norrtäljeån-Åkerströms kustområde. Sjön är 13,1 meter djup, har en yta på 0,197 kvadratkilometer och befinner sig 11 meter över havet.

## Delavrinningsområde
Mjölnarsjön ingår i det delavrinningsområde (659595-165669) som SMHI kallar för Rinner till Träsköfjärden. Medelhöjden är 16 meter över havet och ytan är 8,27 kvadratkilometer. Det finns inga avrinningsområden uppströms utan avrinningsområdet är högsta punkten. Avrinningsområdets utflöde mynnar i havet, utan att ha någon enskild mynningsplats.